# Stockage des eaux
Le stockage des eaux est un terme large désignant à la fois le stockage de l'eau potable pour la consommation, et de l'eau non potable pour l'agriculture. Dans les pays en développement comme dans certains pays développés des climats tropicaux, il s'avère nécessaire de stocker l'eau potable pendant la saison sèche. Dans le stockage des eaux agricoles, l'eau est stockée pour une utilisation ultérieure dans les sources d'eau naturelles, telles que les aquifères souterrains, la nappe phréatique, les zones humides naturelles et les petits étangs artificiels, les citernes et réservoirs derrière les grands barrages. Le stockage de l'eau soulève une foule de problèmes potentiels, quelle que soit la destination de l'eau, compris la contamination par des moyens organiques et inorganiques.

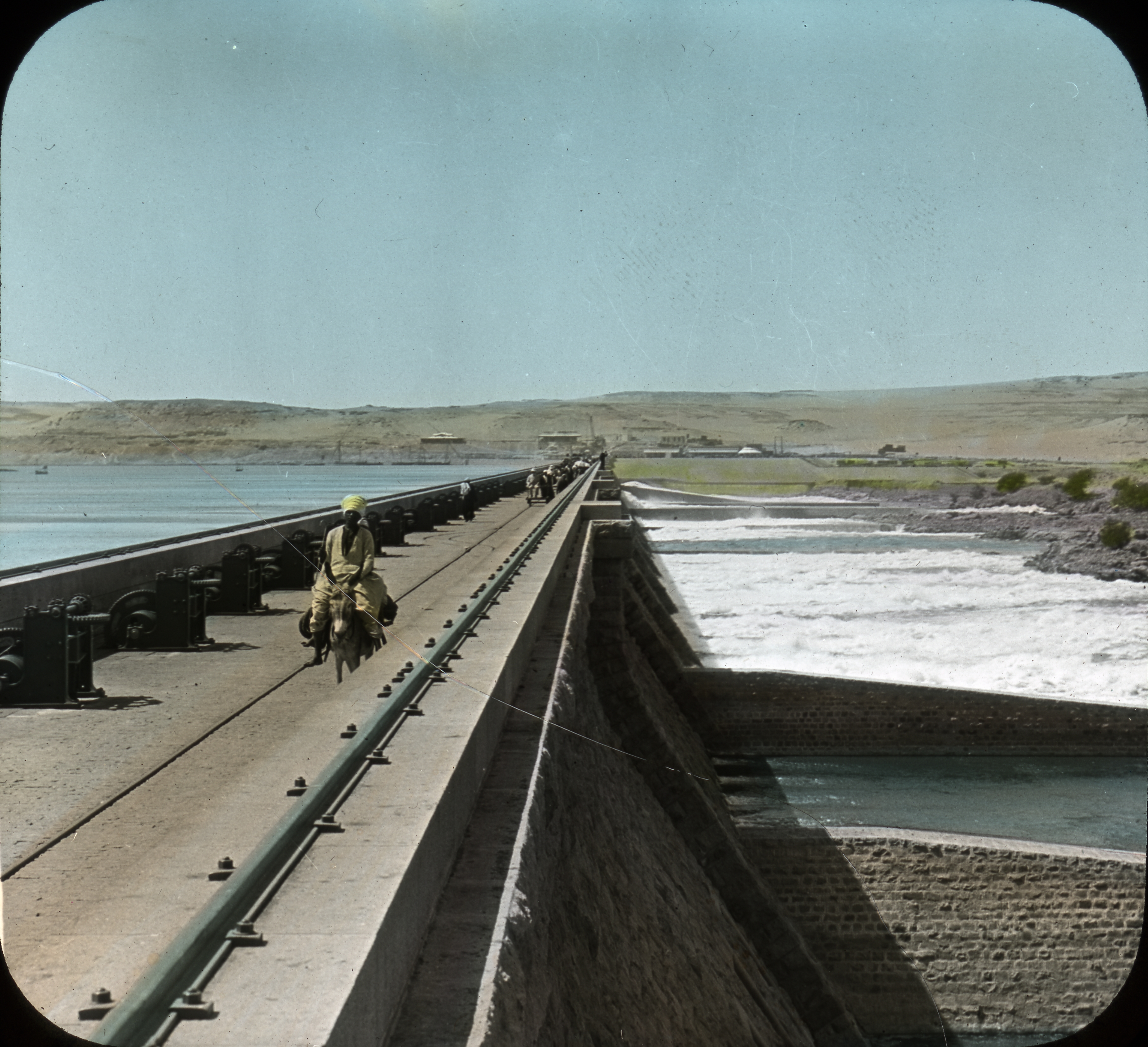
Ancien barrage d'Assouan, à la première cataracte, Égypte, 1908.

## Types de stockage d'eau

### Eaux souterraines
Les eaux souterraines sont situées sous la surface du sol dans les espaces poreux du sol et dans les fractures des formations rocheuses. Une unité de roche ou un gisement non consolidé est appelé aquifère quand il peut produire une quantité d'eau utilisable. Le niveau, mesuré comme profondeur ou comme élévation, pour lequel les espaces poreux du sol ou les fractures et les vides de la roche deviennent complètement saturés d'eau est appelée niveau piézométrique. Il existe deux grands types d'aquifères: Un aquifère non confiné (aquifère phréatique ou libre) est celui où la surface n'est pas limitée par des roches imperméables, de sorte que la nappe phréatique est à la pression atmosphérique. Dans un aquifère confiné (ou captif), la surface supérieure de l'eau ou est recouverte d'une couche de roche ou toit imperméable, de sorte que l'eau souterraine est stockée sous pression.
Les aquifères reçoivent l'eau de deux manières, la première achemine l'eau des précipitations à travers la zone non saturée du profil du sol, et la deuxième la fait provenir des lacs et rivières. Lorsqu'une nappe phréatique atteint sa capacité, ou que tout le sol est complètement saturé, la nappe phréatique rencontre la surface du sol où l'eau s'écoule sous forme de sources ou de Seep (hydrology) (en).
Il est également possible de recharger artificiellement les aquifères (à l'aide de puits de recharge). Les États-Unis parlent de Aquifer storage and recovery (en)—ASR, une technique de gestion des ressources en eau qui stocke activement l'eau sous terre pendant les périodes humides pour la récupérer si nécessaire, généralement pendant les périodes sèches.

### Humidité du sol
Les eaux souterraines sont stockées dans deux zones, l'une étant la zone saturée, ou aquifère, l'autre est l'espace poreux du sol non saturé immédiatement sous la surface du sol (nappe phréatique). L'humidité du sol est l'eau retenue entre les particules de sol dans la zone racinaire (rhizosphère) des plantes, généralement dans les 200 premiers cm du sol. Le stockage de l'eau dans le profil du sol est extrêmement important pour l'agriculture, en particulier dans les endroits qui dépendent des précipitations pour la culture des plantes. Par exemple, en Afrique, l'agriculture pluviale représente 95% des terres cultivées.

### Zones humides

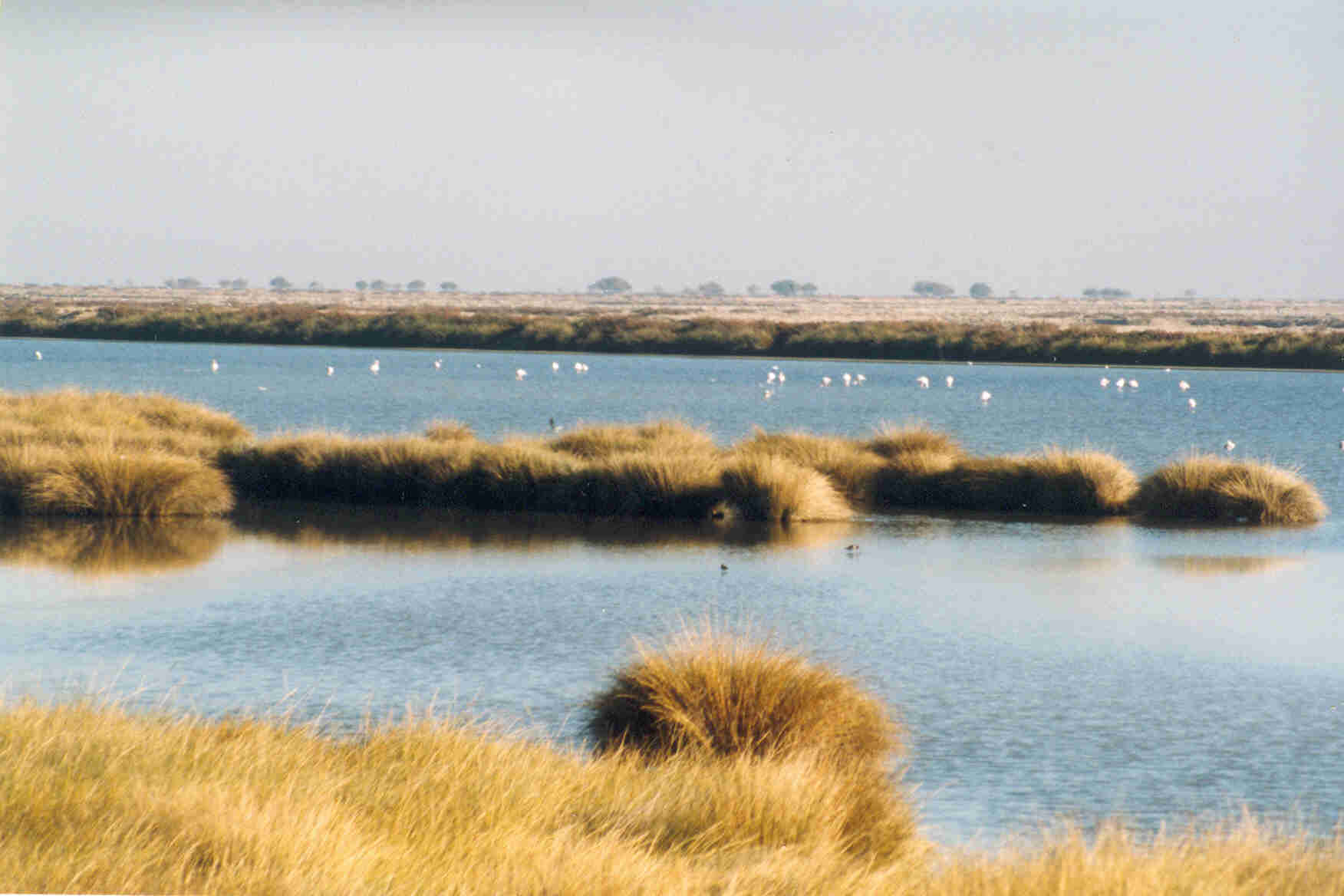
Zones humides du parc national de Donana (Huelva, Espagne)

Les zones humides couvrent l'interface surface/sous-surface, stockant l'eau à divers moments sous forme d'eau souterraine, d'humidité du sol et d'eau de surface. Ce sont des écosystèmes vitaux qui soutiennent la faune et fournissent des services écosystémiques précieux, tels que la protection contre les inondations et la purification de l'eau. Ils fournissent également des moyens de subsistance à des millions de personnes qui vivent dans et autour d'elles. Par exemple, le Delta intérieur du Niger dans la zone du Sahel occidental abrite plus d'un million de personnes qui gagnent leur vie de la pêche, de l'élevage de bétail ou qui sont agriculteurs, utilisant la montée et la descente annuelles des eaux du fleuve et ses plaines inondables.
Les zones humides sont essentiellement des éponges qui captent et libèrent lentement de grandes quantités d'eau de pluie, de fonte des neiges, d'eaux souterraines et d'eaux de crue. Les arbres et autres végétation des zones humides ralentissent la vitesse des crues et les répartissent plus uniformément dans les zones humides. La combinaison d'un stockage accru de l'eau et d'un retard de l'écoulement de l'eau abaisse les débit des cours d'eau et réduit l'érosion.

### Étangs et réservoirs

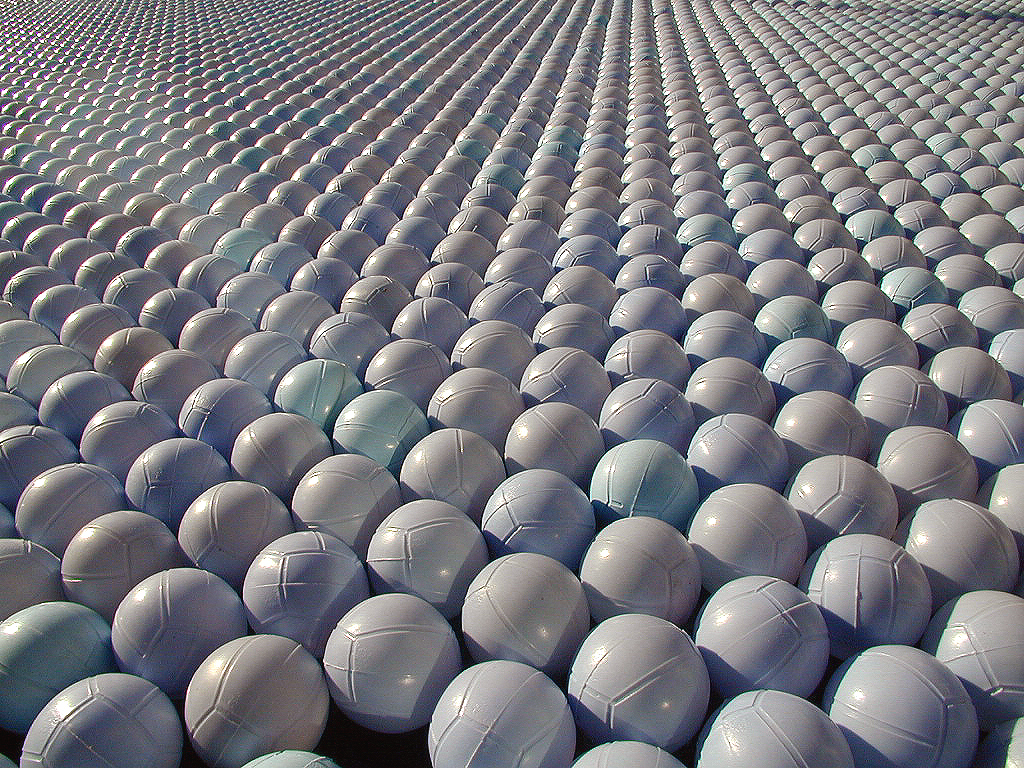
Des en dans une piscine, boules de plastiques destinées à limiter L'évaporation.

Les Detention basin (en) et citernes peuvent être définis comme des réservoirs d'eau construits par la communauté et les ménages, remplis d'eau de pluie, d'infiltration d'eaux souterraines ou de ruissellement de surface. Ils sont généralement ouverts, et donc exposés à des niveaux élevés d'évaporation. Ils peuvent être d'une grande aide pour les agriculteurs en les aidant à surmonter les périodes de sécheresse. Cependant, ils peuvent favoriser les maladies à vecteur telles que le paludisme ou la schistosomiase.
Les bassins de rétention sont conçus pour capturer temporairement les eaux de crue et ne permettent pas une mise en commun permanente de l'eau et ne constituent donc pas des sources viables ou fiables de stockage de l'eau. Les bassins de rétention sont similaires aux bassins de retenue pour la gestion du contrôle des crues, mais sont construits pour une mise en commun permanente afin de contrôler les sédiments et les polluants dans les eaux de crue.
Une bassine ou retenue de substitution est un ouvrage de stockage agricole de l'eau qui est rempli durant l'hiver en pompant dans l'eau des nappes.

### Barrages et réservoirs

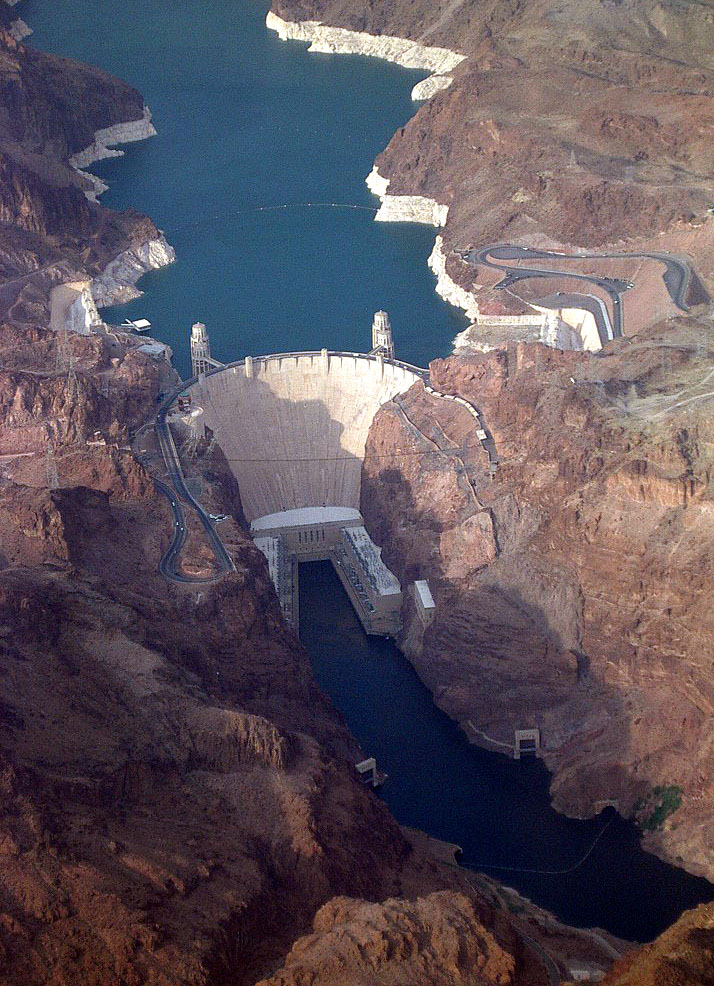
Le barrage Hoover

Dans le passé, les grands barrages ont souvent été au centre des efforts de stockage de l'eau. De nombreux grands barrages et leurs réservoirs ont apporté des avantages sociaux et économiques importants. Par exemple, le haut barrage d'Assouan en Égypte, construit dans les années 1960, a protégé le pays de la sécheresse et des inondations et fournit de l'eau utilisée pour irriguer quelque 15 millions d'hectares. Cependant, les barrages peuvent aussi avoir des impacts négatifs importants. Les sédiments piégés dans le haut barrage d'Assouan, le Nil ne fournit plus de nutriments en grande quantité à sa plaine d'inondation. Cela conduit à une réduction de la fertilité du sol et une augmentation des besoins en engrais. L'eau stockée dans les barrages et les réservoirs peut être traitée pour l'eau potable (par le passé aux États-Unis, en raison de la faiblesse des taxes et des prix élevés de l'eau, les barrages d'approvisionnement en eau furent incapables d'atteindre leurs niveaux de fonctionnement prévus). En raison de l'augmentation de la surface de l'eau créée par les barrages, d'énormes quantités d'eau sont perdues par évaporation, bien plus que ce qui aurait été perdu de la rivière qui aurait coulé à sa place.[réf. nécessaire]

## Bassins de plantation
L'agriculture pluviale constitue 80% de l'agriculture mondiale. Bon nombre des 852 millions de pauvres dans le monde vivent dans des régions d'Asie et d'Afrique qui dépendent des précipitations pour les cultures vivrières . À mesure que la population mondiale augmente, il faudra plus de nourriture; mais la variabilité du climat rendra probablement l'agriculture plus difficile. Des réserves d'eau pourraient aider les agriculteurs à surmonter les périodes de sécheresse qui, pourraient entraîner l'échec de leurs cultures. Des études de terrain ont montré l'efficacité du stockage d'eau à petite échelle. Par exemple, il a été démontré que l'utilisation de petits bassins de plantation pour « récolter » l'eau, au Zimbabwe, augmente les rendements du maïs, que les précipitations soient abondantes ou rares. Au Niger, ils a conduit à une multiplication par trois ou quatre des rendements du mil.

## Contamination
En 2010, il a été signalé que près de la moitié de la population mondiale dépend du stockage d'eau à domicile en raison d'un manque de réseaux d'approvisionnement en eau adéquats. De nombreuses solutions à domicile ont improvisé à partir des matériaux disponibles. Il a été suggéré que le manque d'outils et d'équipements appropriés pour la construction a conduit à des systèmes susceptible de contenir des failles, ce qui les rend plus vulnérables à la contamination de l'environnement et des utilisateurs .

### Facteurs communs
- Matériaux de toiture[15]: Dans certaines régions du monde, des lés en plomb non revêtu sont utilisés pour les toitures. Les chercheurs ont découvert que le stockage de l'eau de pluie sur place était plus acide et contenait des niveaux élevés de métaux lourds dans une étude menée en Australie de 2005 à 2006.
- Lavage des mains: lorsque l'eau est stockée dans des réservoirs pour la consommation, le lavage des mains peut devenir un facteur contaminant dans le réservoir qui manquent d'un système de robinet approprié, ou s'il y a un manque d'éducation sur les risques posés par l'utilisation des mains pour la consommation d'eau. Il a été découvert dans une étude de 2009 que les réservoirs d'eau en Tanzanie contenaient 140 à 180% de bactéries indicatrices fécales de plus que l'eau dont ils étaient approvisionnés[14].
- Ruissellement d'engrais[16]

### Risques communs
- Fluorose
- Empoisonnement à l'arsenic
- Bactéries et autres contaminants organiques

### Décontamination
Dans le cas où un réservoir d'eau ou une citerne d'eau sont contaminés, les étapes suivantes doivent être prises pour récupérer le réservoir ou la citerne, s'ils sont structurellement intact. De plus, il est recommandé que les réservoirs en utilisation continue soient nettoyés tous les cinq ans, et pour une utilisation saisonnière, tous les ans.
1. Nettoyage: vidanger le réservoir de tout fluide restant, en veillant à éliminer tout fluide dangereux. Frotter ensuite l'intérieur du réservoir avec un mélange de détergent et d'eau chaude[18]?
2. Désinfection: remplir le réservoir au quart avec de l'eau propre. Saupoudrer 80 grammes d'hypochlorite de calcium granulaire à haute résistance (high-strength calcium hypochlorite, HSCH) dans le réservoir pour chaque 1000 litres de capacité totale du réservoir. Remplir complètement le réservoir d'eau claire, fermer le couvercle et laisser reposer 24 heures.
3. Rincer: La solution chlorée est restée dans le réservoir pendant 24 heures, rincer/vider le réservoir de stockage. Ne pas vidanger le réservoir dans une fosse septique ou un plan d'eau de surface adjacent. Continuer à rincer jusqu'à ce que les eaux usées soient claires et qu'aucune odeur de chlore ne soit détectée[17].
4. Test: une fois que le réservoir de stockage a été complètement rincé, le chlore résiduel libre doit être testé pour s'assurer qu'il n'est pas détectable. Une fois qu'un résidu de chlore non détectable a été obtenu, des échantillons d'eau sont prélevés et un test est effectué aux bactéries coliformes (appelé operational & maintenance, O&M aux États-Unis) .

Si les résultats du test sont négatifs pour les bactéries, l'eau potable est considérée comme sûre à utiliser et à boire.